# Atholus omar
Atholus omar är en skalbaggsart som först beskrevs av Lewis 1913.  Atholus omar ingår i släktet Atholus och familjen stumpbaggar. Inga underarter finns listade i Catalogue of Life.